# Zenon Gierała

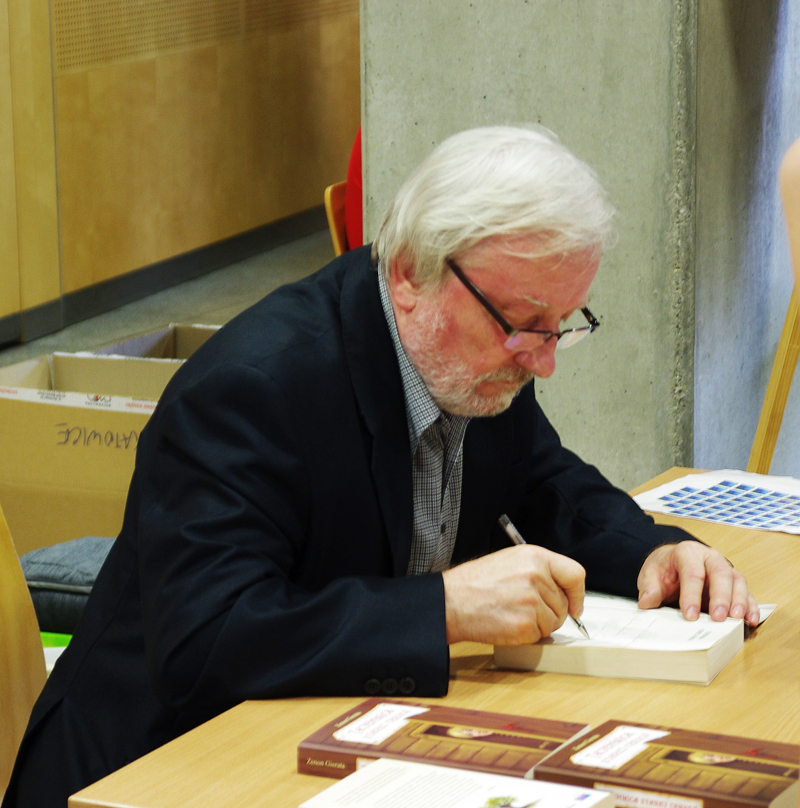
Zenon Gierała, 2016 r.

Zenon Gierała (ur. 5 kwietnia 1949 w Śniatyczach) – polski pisarz, publicysta, gawędziarz, regionalista.
W twórczości wykorzystuje bogatą wiedzę na temat polskiej obrzędowości oraz zwyczajów ludowych. Jest także znawcą i badaczem kultury Romów radomskich.
W książkach dla młodzieży łączy przygody bohaterów z faktami z polskiej historii i ciekawymi legendami, związanymi z miastami, zamkami i miejscami historycznymi. Od szeregu lat jest zapraszany na spotkania autorskie, w czasie których spotyka się m.in. z młodzieżą. Oprócz kilkunastu książek, napisał także ponad 600 artykułów o tematyce popularnonaukowej i fantastyczno-przygodowej. Autor baśni i legend ziemi radomskiej, a także powieści historycznej „Eliasz z Orzechowa”.
Zamiłowanie do literatury rozwijał od dzieciństwa, jego pierwsze utwory zostały wydrukowane w „Świerszczyku”, a następnie w „Świecie Młodych”
Ukończył Szkołę Zawodową w Zamościu oraz Technikum Przemysłowo-Pedagogiczne w Krośnie na kierunku obróbka skrawaniem, który kontynuował w czasie studiów w Politechnice Rzeszowskiej, gdzie uzyskał także specjalność pedagogiczną. W celu rozwijania zdolności literackich, ukończył podyplomowe Studium Dziennikarstwa na Uniwersytecie Warszawskim, a także studiował etykę i filozofię na Politechnice Świętokrzyskiej.
Po praktykach z młodzieżą w szkołach technicznych w Stoczku Łukowskim i Warszawie, przez prawie 30 lat pracował w Technikum Mechanizacji Rolnictwa w Radomiu-Wacynie, początkowo jako wychowawca w internacie oraz instruktor w warsztatach szkolnych, a następnie jako nauczyciel przedmiotów zawodowych takich, jak mechanika techniczna i technologia metalu. W szkole wprowadził gimnastykę poranną przed lekcjami, założył w internacie radiowęzeł, budował wraz z uczniami nietypowe pojazdy („mimochód” księżycowy, „pirat”), zaprojektował i urządził szkolny ogródek jordanowski, wyposażając go z pomocą młodzieży w instalacje z metaloplastyki.
Zainteresowanie folklorem, spotkania z ciekawymi ludźmi oraz organizacja Muzeum Wsi Radomskiej, zaowocowały założeniem i prowadzeniem Koła Młodych Etnografów przy Technikum Mechanizacji Rolnictwa. W latach 1976–1978 wraz z uczniami zebrał od najstarszych mieszkańców wsi radomskiej wiele baśni i legend, a także blisko 70 regionalnych przysłów, opublikowanych w zbiorze „Nieznane przysłowia ziemi radomskiej” (opr. A. Krzemiński).
W wolnym czasie realizował zamiłowanie do pisania. W 1983 r. rozpoczął regularną współpracę z „Tygodnikiem Radomskim” i miesięcznikiem „Kontakt”, gdzie publikował baśnie i legendy ziemi radomskiej, opisywał miejscowy folklor i etnografię, a w miesięczniku dla dzieci „Uśmiech numeru” prowadził dział fantastycznonaukowy.
W dzieciństwie spędzał dużo czasu wędrując z taborem cygańskim, dzięki czemu poznał zwyczaje i społeczność romską. Fascynacja kulturą radomskich Romów znalazła odzwierciedlenie we współpracy z „Kwartalnikiem Romskim”, który ukazywał się w latach 2010–2015. Zenon Gierała w tym czasie pełnił funkcję redaktora działu publicystycznego, a także przygotowywał teksty do działów: Historie Romskich Rodów, Romskie profesje, Paramisi romane, Ocalić od zapomnienia.
Od 1973 r. mieszka w Radomiu. W latach 1984–1988 był radnym z okręgu Zamłynie. Jest żonaty, ma jedną córkę i wnuki.

## Twórczość
Wydawnictwa zwarte:
- Baśnie i legendy ziemi radomskiej, PTTK „Kraj”, Radom 1986; LSW, Warszawa 1999; „Jedność”, Kielce 2004, 2013.
- Szczodraki, kusaki, lany poniedziałek…: rok obrzędowy w zwyczajach i podaniach ludowych, LSW Warszawa, 1989.
- Szczodraki, kusaki, lany poniedziałek…: polskie tradycje ludowe, „Jedność” Kielce, 2019.
- Cygańskie srebro: baśnie, PTTK „Kraj”, 1991.
- Cygańskie srebro: baśnie polskich Cyganów nizinnych, „Jedność”, 2013.
- Tropiciele dinozaurów, AW „Interster”, Warszawa 1991.
- Cztery pory roku w obrzędach i podaniach ludowych, LSW,  Warszawa 2001, 2010.
- Opowieści przydrożnych kapliczek, LSW, Warszawa 2009.
- Baśnie romskie, Stowarzyszenie Romów „Romano Waśt”, Radom 2009, płyta CD (lekt. Adela Głowacka)[15].
- Zapomniana historia: opowieść o chłopcu, który został duchem, Kropki trzy, Warszawa 2010.
- Baśnie i legendy ziemi świętokrzyskiej, „Jedność”, Kielce, 2011, 2018.
- Legenda o Pionku i Zagożdżonie, królewskich młynarzach: legenda o Pionkach, MBP Pionki, Pionki 2014.
- Tajemnica starej cerkwi, „Jedność” Kielce, 2015.
- Zamki i klasztory w legendach i baśniach polskich, „Jedność” Kielce, 2019.
- Stuletnia historia szkoły wacyńskiej w Radomiu: opisana według kronik szkolnych i wspomnień nauczycieli, „Jedność” Kielce, Zespół Szkół Centrum Kształcenia Rolniczego w Radomiu, 2021.